# موسيقى حضرمية
موسيقى حضرمية هي أحد أنواع الموسيقى العربية تعتبر الموسيقى الحضرمية واحدة من أشهر أنواع الموسيقى العربية حيث تعتمد في مقاماتها على أسلوب فني تطور على مر الزمن. يستخدمها أكثر الملحنين والعازفين في الجزيرة العربية. وتغنى الموسيقى الحضرميةباللهجة الحضرمية والإيقاغ بالإضافة إلى الالحان والدندنات. وتنقسم إلى عدة أقسام أو أنواع كما يصنفها بعض الموسيقيين:
- اللون الحضرمي ويعني الغناء باللحن الحضرمي والانغام الموسيقية الحضرمية. ولا يشترط به الغناء باللهجة الحضرمية.
- الدان الحضرمي وهي دندنات خاصة اختلف الموسيقيين في تنصنيفها لانها تستخدم للدندنة في بعض مقاطن الأغاني التي لا يسعف اللحن مدها.

## تاريخ الموسيقى الحضرمية
بدأت تقاليد الغناء الحضرمي في التبلور في منتصف القرن التاسع عشر. ظهر الروّاد الأوائل بين مجتمعات آل باعلوي في تريم، وسيئون، والحوطة، حيث قام الموسيقيون المحليون بأول ممارسة لاحتراف الفن الغنائي والموسيقي. من بين الشخصيات البارزة في هذه الفترة كان السيد عمر بن عبد الله الحبشي وأحمد بن عيدروس الحبشي، اللذان لعبا دوراً محورياً في تشكيل التراث الموسيقي للمنطقة.

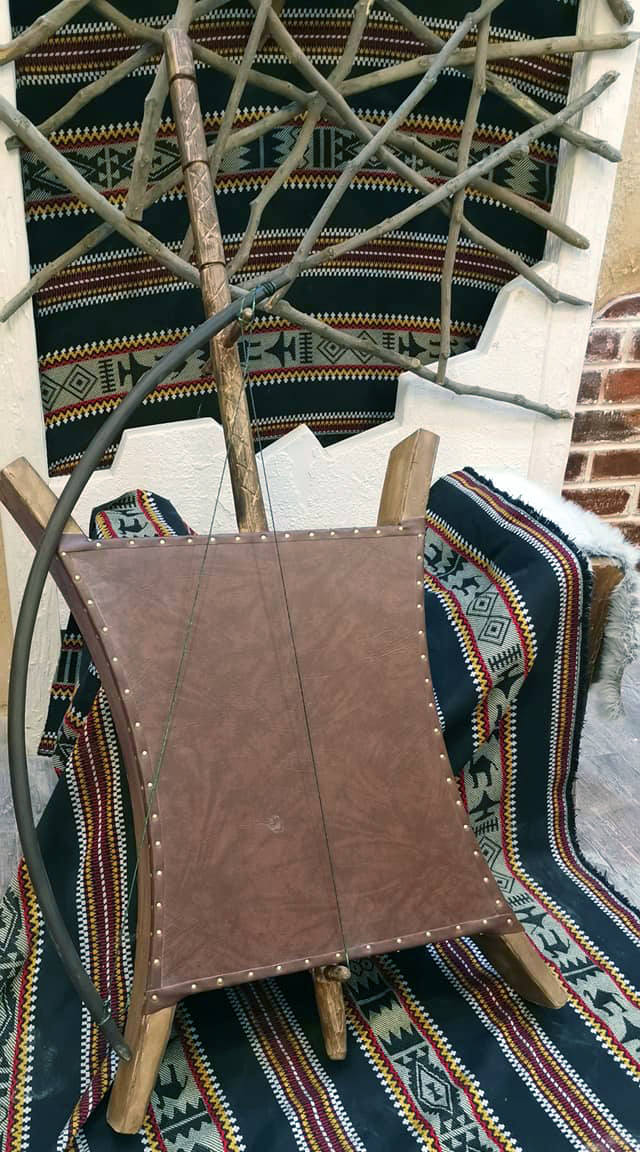
رباب يمني

في تريم، أصبح السيد عبد القادر بن حسن الكاف—المعروف شعبياً باسم سعيد—أحد أوائل وأعرق فناني حضرموت. اشتهر بصوته وألحانه المعقدة وإتقانه للأدوات التقليدية مثل العود والربابة.
يقال إن أصول الموسيقى الحضرمية متجذرة بعمق في التقاليد القديمة، حيث يعود أصلها إلى آلاف السنين إلى قبيلة عاد في جنوب شبه الجزيرة العربية، حيث تروي الأساطير المبكرة أسطورة جرادتي عاد - ثنائي من المغنيات الأسطوريات يقال إنهن من أوائل من قدموا عروضهن في منطقة حضرموت.
تختلف الأساليب الموسيقية الحضرمية بشكل ملحوظ عن تلك الموجودة في شمال اليمن. ووفقًا لعالم الموسيقى العرقية جان لامبرت، فإن الدان الحضرمي لم يكن معروفًا تقريبًا في صنعاء حتى أواخر الثمانينيات، على الرغم من وجود عدد كبير من اللاجئين السياسيين من حضرموت في صنعاء. يزعم لامبرت أن هذه الظاهرة تعكس نقصًا طويل الأمد في الاندماج السياسي والثقافي بين حضرموت وبقية اليمن، على الرغم من أن المنطقة جزء من السياق الثقافي اليمني الأوسع.
تاريخيًا، حافظت حضرموت على اتصالات واسعة النطاق مع مناطق مثل الهند وإندونيسيا ودول الخليج. ساهمت هذه التفاعلات في هوية موسيقية مميزة تطورت بشكل مستقل إلى حد كبير عن التقاليد اليمنية الشمالية. ولم يبدأ العديد من الحضارم في إدراك الهوية اليمنية الموحدة والمسؤوليات السياسية المترتبة عليها إلا بعد الوحدة اليمنية.
ومن الأمثلة التوضيحية على التبادل الثقافي مع حضرموت ظهور "الأسلوب الهندي" في الموسيقى اليمنية. ففي عشرينيات وثلاثينيات القرن العشرين، برزت تأثيرات الموسيقى الهندية مع ظهور العديد من الفرق الموسيقية والمسرحية الهندية، فضلاً عن الأفلام، وخاصة في عدن، التي كانت لفترة طويلة تحت إدارة الحاكم العام للهند. وبحلول أربعينيات وخمسينيات القرن العشرين، قام الموسيقيون اليمنيون بتكييف هذه التأثيرات لخلق أسلوب هندي "مُعَرَّب"، حيث تمت إعادة تناول الألحان من الأفلام الهندية بنصوص باللغة العربية الفصحى بدلاً من اللغة العامية. أصبح الفنان الشهير محمد جمعة خان، المعروف بإتقانه للأسلوب الحضرمي، أحد أبرز ممارسي هذا الشكل الهجين من خلال أعمال مثل "جن الظلام"، المستندة إلى قصيدة كلاسيكية للشاعر العربي في القرن الثالث عشر بهاء الدين زهير.
وعلى نحو مماثل، فإن عمل أحمد عبيد القعطبي ـ على سبيل المثال، في أدائه لقصيدة "يا أعز الناس عندي" (قصيدة أخرى لبهاء الدين زهير) ـ يوضح بشكل أكبر التوليف بين العناصر الهندية واليمنية الأصلية. كما لاحظ لامبرت أن هذا النهج الموسيقي المبتكر أثر على فنانين آخرين، مثل خليل محمد خليل، الذي وصف أسلوبه بأنه "ليس من الخليج ولا من مصر".
كما تَشَكَل هذا التأثير الأجنبي أيضًا بسبب الموقع الاستراتيجي للمنطقة على طول طريق البخور القديم. وقد امتزجت العناصر الموسيقية الهندية والموسيقية الافريقية مع الأشكال المحلية بمرور الوقت. وغالبًا ما يتم تصنيف الغناء الحضرمي إلى نمطين رئيسيين:
أسلوب الوادي - وهو الاسلوب النموذجي للمناطق الداخلية مثل تريم - ويتميز بأغاني دان لحنية، وأحيانًا أسرع وتيرة، مع نكهة بدوية مميزة.
أسلوب الساحل - وهو الاسلوب الأكثر تقبلاً للتأثيرات الخارجية - ويتميز بمجموعة أوسع من الأشكال الموسيقية المستوردة.
وهناك ايضاً أسلوب ثالث أكثر تقشفًا يعرف باسلوب الصحراء، والذي يتميز بحدود لحنية أضيق؛ يتجلى هذا الأسلوب في عروض مثل أداء هود العيدروس لأغنية "بنت البادية".
تأثرت الموسيقى الحضرمية بشكل عميق بالصوفية. وعلى مر القرون، كانت التراتيل الصوفية في حضرموت بمثابة بوتقة ثقافية وحاضنة إبداعية للتقاليد الموسيقية المحلية. ساعد انتشار المدارس الدينية الصوفية (الرباط) في الحفاظ على هذا الشكل الفني وتطويره باستمرار، والذي يحمل أوجه تشابه مع أسلوب التراتيل التهامية. وفي العديد من أجزاء حضرموت، تتميز المهرجانات السنوية - التي تتزامن مع مناسبات مثل رأس السنة الهجرية، والمولد النبوي، وليلة منتصف شعبان، وجمعة رجب - بالترانيم الدينية والتلاوات الشعرية. وعلى الرغم من أن بعض شرائح المجتمع المحافظة كانت تنظر تاريخيًا إلى الموسيقى على أنها مخالفة للمبادئ الدينية، إلا أن هذه الاحتفالات استمرت كتعبير مهم عن التراث المجتمعي والحراك الفني.
تشتهر المنطقة الحضرمية بمجموعة واسعة من الأنماط الإيقاعية المتميزة التي تزيد على أربعمائة نمط والتي تختلف حسب المنطقة. ترتبط هذه الإيقاعات ارتباطًا وثيقًا بالأنشطة اليومية والمناسبات الخاصة - من الزراعة وصيد الأسماك إلى احتفالات الزفاف. أحد الأشكال الموسيقية الرئيسية في المنطقة هو الدان، وهو هيكل لحني ثابت حيث يسبق اللحن الكلمات؛ على النقيض من الأغاني الأخرى حيث تأتي الكلمات عادة قبل اللحن.

## فن الدان
يعتبر الدان أحد المكونات الأساسية للتراث الموسيقي الحضرمي، وهو شكل فريد من أشكال الأغاني الشعبية التي تنتمي إلى المنطقة الداخلية (وادي حضرموت) والتي تم تبنيها أيضًا في المناطق الساحلية. يجسد الدان التعبير العاطفي والاجتماعي للمجتمع الحضرمي من خلال أسلوبه الغنائي والموسيقي المميز.
إن التجمعات المنتظمة للدان - الفعاليات الاجتماعية حيث يرتجل الشعراء والملحنون الأبيات أثناء الاستمتاع بالشاي التقليدي المعروف باسم "البخاري" - تعزز كل من المسابقات الشعرية والإبداع التعاوني، مما يؤدي إلى إنشاء ألحان وكلمات جديدة تعكس موضوعات عن الحب والفخر والآراء الاجتماعية أو السياسية.

### أصول الدان
الأصول اللغوية لمصطلح الدان هي مسألة خلافية بين العلماء. تنسب إحدى المدارس الفكرية المصطلح إلى صوت دندنة (الذي يشبه الهمهمة) - وهو كلام منخفض غير واضح - بينما يزعم آخرون أنه مشتق من الكلمة العربية الدنو، والتي تعني "الاقتراب".
ظهر الدان لأول مرة بين رعاة الإبل، وأصبح يُعرف تدريجياً باسم "دان الجمَّالة". وبمرور الوقت، انتشر في المراكز الحضرية الكبرى، بما في ذلك المكلا، الشحر، سيئون، تريم، شبام، دوعن، عمد، وساه.
في بحثه بعنوان "التقنيات الموسيقية في ألحان الدان"، يصنف الباحث طارق باحشوان الدان كشكل من أشكال الغناء التقليدي، وهو مختلف عن الأنماط الصوتية البدائية والشعبية. ووفقًا لباحشوان، فإن الدان هو شكل موسيقي منظم للغاية يتألف من عبارات لحنية تتوافق مباشرة مع المقاطع الشعرية. يبدأ الأداء باستدعاء كلمة دان لتأسيس الوزن الإيقاعي، والذي يسمح للشعراء باستيعاب الزمن ثم ارتجال أبيات الشعر بطريقة تشبه المساجلة الشعرية. غالبًا ما تتناول هذه التبادلات المرتجلة موضوعات سياسية وعاطفية واجتماعية خلال جلسات خاصة.
على الرغم من أن التاريخ الدقيق لظهور الدان غير معروف، إلا أن النصوص الشعرية القديمة تشير إلى أن هذا الشكل نشأ حوالي القرن العاشر الميلادي. ويستشهدون، كدليل، بالأبيات العامية للشاعر عمر عبد الله بامخرمة (توفي عام 1545)، الذي كان يشير بشكل متكرر إلى جلسات الدان واستخدم مصطلح "دان" ومشتقاته في أعماله.
ومن بين الشعراء البارزين الآخرين المرتبطين بتقاليد الدان حداد بن حسن الكاف وحسين المحضار. ومن بين المغنيين المشهورين سعيد عوض، وحداد الكاف، وكرامة مرسال، وأبو بكر سالم بلفقيه. وعلى وجه الخصوص، فقد تميز عطاء الثنائي أبو بكر سالم والشاعر حسين المحضار باعتباره من أكثر الشراكات تأثيرًا في التاريخ الحديث للدان الحضرمي، ويُنسب إليهما الفضل في نشر هذا الشكل خارج حضرموت واليمن إلى دول عربية أخرى.
في حين يلاحظ البعض أوجه تشابه بين الموشح الأندلسي وفن الدان، يرى باحثون آخرون أن الدان هو تقليد حضرمي بحت من نوعه ليس له نظير مباشر في اليمن أو أي دولة عربية أخرى.
يزعم بعض المؤرخين، مثل رياض باسلامة، أن الموشحات الأندلسية تشكل جزءًا من التراث الفني لحضرموت. ويشيرون إلى أن المهاجرين الحضارم حملوا هذا الشكل الفني إلى الأندلس، حيث تطور قبل إعادة تقديمه إلى المنطقة في القرن الثاني عشر. ويشيرون إلى الشعراء الحضارم - مثل أبو بكر بن عبد الله بن شهاب - الذين تبنوا جوانب من الموشحات الأندلسية في أعمالهم، بينما تشير المصادر الأكثر توفرًا إلى أن هذه الأشكال نشأت في الواقع من الغناء الصنعاني.

### أنواع الدان وتشعباته
لا يعد الدان الحضرمي تقليدًا واحداً؛ فهو يشمل العديد من الانواع المتميزة، مع تسمية قابلة للتبادل غالبًا وتعتمد إلى حد كبير على التصنيفات الإقليمية والعلمية. وأبرز نوع هو الدان الغياضي، المسمى على اسم وادي غياض والمرتبط بـوادي دوعن. يتم أداء هذا النوع بشكل شائع في وديان حضرموت الممتدة إلى ساحلها الغربي.
يتم أداء نوع آخر، وهو دان الهبيش، في المناطق الساحلية بين الشحر والمصينعة. غالبًا ما يوصف بأنه يتكون من مقطعين، بينما تربطه بعض المصادر بمقطع واحد، وتتميز هذه الرقصة بإيقاعها وحركتها الأسرع من رقصة الحيقي. ومن بين البدو، تظهر هذه الرقصة في كل من رقصة "الشرح" ورقصة "الهبيش" المعروفة في صحراء حضرموت.
والهبيش هو أيضًا اسم رقصة يجتمع فيها الرجال والنساء معًا ويصفقون بالأيدي ويشكلون دائرة بينما يؤدي اثنان أو أكثر من الراقصين في المنتصف. تتميز هذه الرقصة بألحان مختلفة، حيث يُشار إلى كل لحن باسم الصوت.
الى جانب دان الشبواني والذي يؤدى على طول ساحل حضرموت، وخاصة من منطقة الشحر، وهي المنطقة التي تعتبر أصلاً محتملاً لهذا النوع.
وهناك أيضًا دان الريّض، ويتميز بإيقاعاته وألحانه البطيئة وهو شائع في سيئون وتريم. وعلى عكس الأنواع الأخرى، يؤدى دون رقص مصاحب، يتميز بأقسام طويلة - غالبًا ما تكون رباعية أو خماسية أو أكثر - مما يضفي عليه جودة هادئة؛ ومن هنا، يُطلق عليه اسم "الريَّض" بسبب هدوء ألحانه ووتيرة أدائه المتعمدة. هناك أيضًا نوع من دان الريض خاص بتجمعات النساء وتشمله رقصات تؤدى باستخدام الخلخال.
وهناك نوع آخر يُعرف باسم دان الحيقي - وتعني كلمة الحيق في اللهجة الحضرمية الساحل. وقد سُمي بهذا الاسم لأنه غالبًا ما ينشأ بين أهل الحيق ثم ينتشر إلى سكان جبال ووديان حضرموت. ويزدهر هذا النوع في المناطق الشرقية من ساحل حضرموت، ويتبعه نوع آخر يُعرف باسم النيِّد، أي من نجد، في إشارة إلى سكان الوديان والصحاري. ويتألف دان الحيقي عادةً من قسمين أو ثلاثة أو أربعة أقسام سريعة الحركة ومحددة بشكل حاد.
وفي المجمل، يختلف الدان الداخلي لوادي حضرموت عن الدان الساحلي لساحل حضرموت. فوفقاً لعبد الله باوزير، رئيس مؤسسة حضرموت للتراث الفني، يتميز الدان البدوي بأغاني بدوية ساحلية تخص مناطق جغرافية وقبائل معينة؛ وبالتالي، لم يحقق نفس الشهرة التي حققها الدان الحضرمي الذي يكون شعراؤه عادةً من العلماء أو الشعراء الذين يستخدمون لهجة وسيطة أكثر انتشارًا وفهمًا.

### التأثير في الموسيقى الخليجية
لاحظ العديد من نقاد الفن أن الدان الحضرمي لعب دورًا محوريًا في تشكيل التقاليد الصوتية في جميع أنحاء العالم العربي، وخاصة داخل منطقة الخليج. ويعتبر هذا الشكل الموسيقي المميز عنصراً أساسياً للعديد من المدارس الغنائية، حيث يواصل الفنانون المعاصرون استلهام تراثه الغني وألحانه الفولكلورية.
انتشر الدان الحضرمي إلى الخليج العربي من خلال هجرة الموسيقيين الحضارم الذين استقروا في دول الخليج. وبمرور الوقت، دمج الموسيقيون المحليون الدان الحضرمي وأشكال أخرى من الدان وأشكال موسيقية حضرمية أخرى في تراثهم المحلي. ومع ذلك، فقد قيل إن العديد من الأعمال الموسيقية الحضرمية واليمنية قد استولى عليها الموسيقيون الخليجيون دون الإسناد المناسب إلى مؤلفيها وشعرائها الأصليين. حتى أن بعض المؤلفين اليمنيين وصفوا هذه الظاهرة بأنها "نهب" للألحان اليمنية من موسيقيي الخليج. وفي حين قد تكون هذه التصورات مفهومة في ضوء مخاوف الهوية المعاصرة - وهي النقطة التي أوضحها لامبرت في ورقته البحثية "المصادر اليمنية للشعر والموسيقى في صوت الخليج: دور الشتات الأرافي في الهند" - فيجب وضعها في سياق التبادلات التاريخية والثقافية الأوسع.
ومع ذلك، فقد لعبت شخصيات مثل أبو بكر سالم دورًا فعالاً في إعادة تأكيد الهوية اليمنية للدان، وخاصة أثناء نشاطه في عدن بين عامي 1956 و1958. وفي وقت لاحق، داخل الشتات العربي، بما في ذلك في المملكة العربية السعودية، ساهم في تشكيل ليس فقط الموسيقى الحضرمية ولكن أيضًا التقاليد الموسيقية العربية الأوسع.
ومن بين العوامل الأخرى التي أدت إلى انتشار الدان الحضرمي في دول الخليج التشابه الصوتي بين اللهجة الحضرمية واللهجات الخليجية المحلية، فضلاً عن التنوع الغني لهذا النوع من حيث السلالم الموسيقية والإيقاع والريثم.

### طريقة أداء جلسات الدان
في جلسة الدان النموذجية، بمجرد تجمع جميع المشاركين، يبدأ أحد المغنيين الأداء بإلقاء بيت شعري يتألف بالكامل من كلمة "دان" ومشتقاتها، متبعًا نمطًا راسخًا ومؤدًى بأسلوب شبيه بالـموال. بعد ذلك، يرتجل شاعر موجود في التجمع بيتًا شعريًا باللهجة العامية المحلية، ملتزمًا بنفس الوزن. ثم يقدم المغني هذا البيت بنفس الأسلوب اللحني مثل بيت الدان الأولي. يستمر نمط النداء والاستجابة هذا، مع مساهمة شعراء إضافيين بأبيات شعرية متتالية تتوافق مع الوزن والقافية المعمول بهما.
تزداد الطبيعة الديناميكية لجلسة الدان من خلال عدد الشعراء المشاركين، مما يزيد بدوره من الإثارة العامة. القاعدة الأساسية في هذه الجلسات هي حظر تكرار القوافي. إذا كرر الشاعر قافية عن غير قصد، يتم الإشارة إلى الخطأ على الفور من قبل المشاركين، وإذا شعرت المجموعة أن القوافي المتاحة قد استنفدت، فإنهم ينتقلون إلى قافية جديدة - وهو ما يتم الإشارة إليه غالبًا من خلال بدء الشاعر لشعره بعبارة "خرج ذا فصل والثاني ...".

### الخطى نحو إدراج الدان في قائمة التراث العالمي لليونسكو
يأمل العديد من الباحثين والمتخصصين اليمنيين والحضارم أن يتم إدراج الدان الحضرمي في التراث الثقافي اللامادي للإنسانية لليونسكو، على غرار إدراج الأغنية الصنعانية منذ عام 2003، حيث ينتظر هذا النوع الفني الاعتراف العالمي. وقد حصلت السلطات الثقافية في اليمن بالفعل على الموافقة الأولية من اليونسكو للنظر في إدراجه.
بدأت عملية التوثيق في أوائل عام 2019 وتم تقديم الملف إلى اليونسكو؛ ومع ذلك، لم يتم التصويت عليه بعد.
أعرب بعض الشعراء والكتاب الحضارم والجنوبيين، ومنهم عبد الله باوزير، عن مخاوفهم بشأن هذه المبادرة. ويخشى باوزير أن يُنسب الدان الحضرمي، بمجرد تصنيفه كجزء من تراث اليمن، إلى اليمن ككل بشكل عام - مما يؤدي إلى إخفاء هويته الحضرمية المتميزة. وأشار إلى أن وسائل الإعلام المحلية والمنافذ العربية تصف هذا الفن غالبًا بأنه "يمني" ببساطة، ويجادل بأن هذا الشكل الفني يجب الاعتراف به والإشارة إليه على وجه التحديد باعتباره تراثًا حضرميًا، ويجب الحفاظ على هويته الفريدة - تمامًا كما تم تحديد أصول الأنواع الأخرى "كالصنعانية" أو "التهامية" بوضوح - من أجل الحفاظ على هويته الفريدة بدلاً من دمجه في الفئة اليمنية الأوسع.

## السياق الاجتماعي والثقافي
تتشابك الموسيقى في حضرموت بشكل عميق مع الحياة اليومية والطقوس الاجتماعية. والغناء والرقص جزء لا يتجزأ من التجمعات المجتمعية، ليس فقط للترفيه ولكن أيضًا كوسيلة للحفاظ على التراث الثقافي. وعلى عكس بعض المناطق الأخرى في اليمن حيث قد تواجه المساعي الموسيقية معارضة كبيرة، كان المجتمع الحضرمي التقليدي أكثر دعمًا - حتى عندما قاومت بعض العائلات من خلفيات دينية في البداية عندما اختار أفرادها ممارسة الموسيقى، مثل أبو بكر سالم وعبد الرحمن الحداد. كما لعبت النساء أيضًا دورًا حاسمًا في تطور الموسيقى الحضرمية؛ ساعدت رائدات مثل عائشة ناصر (1901-1974) وفاطمة منصور الشاطري (1926-2003) في إرساء الأساس للأجيال اللاحقة من الفنانات.

## شخصيات بارزة في الموسيقى الحضرمية
تطورت الموسيقى الحضرمية بمرور الوقت من خلال مساهمات الموسيقيين والشعراء المؤثرين. على سبيل المثال، قام أبو بكر سالم بلفقيه (1932-2017) بتحديث أغاني الدان من خلال دمج الآلات الموسيقية المعاصرة، في حين قام شعراء مثل حداد الكاف (1910-1970) وحسين المحضار (1932-2000) بإثراء التقليد بأغانيهم. بالإضافة إلى ذلك، يُحتفى بمحمد جمعة خان (1903-1963) باعتباره رائدًا مزج تأثيراته الموسيقية البنجابية بالتقاليد المحلية. غالبًا ما يُنسب إلى مؤلفه "ليه يا دنيا" تحويل الغناء الحضرمي التقليدي إلى نوع يمني كلاسيكي.
كما تبنى العديد من الفنانين العرب غير الحضارم الأساليب الحضرمية، ومن بينهم المطرب الكويتي عبدالله الرويشد، والمطربين السعوديين عبد المجيد عبدالله وعبد الرب إدريس، الأخير من أصول حضرمية، بالإضافة إلى المطربين الإماراتيين أحلام وحسين الجسمي.

## تأثير الموسيقى الحضرمية
لقد أثرت الموسيقى الحضرمية بشكل كبير على الأقاليم الثقافية للمناطق خارج شبه الجزيرة العربية، وخاصة في أجزاء من أفريقيا وشرق آسيا.
في زنجبار، على سبيل المثال، ترك المهاجرون الحضارم بصمة دائمة على التقاليد الموسيقية المحلية. عاشور خميس سعيد، الذي وصل إلى زنجبار من حضرموت مع عائلته في عام 1935 في سن العاشرة، أصبح مندمجًا بشكل جيد في المجتمع. وبإتقانه اللغة السواحيلية واصبح أحد رواد الموسيقى العربية، حدد ثلاثة أنماط موسيقية عربية الأصل - السامبرا والشراحه والشبواني - والتي لا تزال تُؤدى في زنجبار الى اليوم.
في شرق آسيا، يتجلى التأثير الحضرمي في دمج الموسيقى في الممارسات الدينية الإسلامية. ففي سنغافورة، على سبيل المثال، كان هناك منذ فترة طويلة ارتباط وثيق بين الموسيقى والعبادة - وخاصة داخل التقاليد الصوفية. الزفين، وهو شكل موسيقي ورقص تعبدي نشأ في حضرموت ويرتبط ارتباطًا وثيقًا بالعود العربي، يمزج بشكل فريد بين عناصر العبادة والترفيه. وعلاوة على ذلك، اعتادت العديد من العائلات الحضرمية في سنغافورة إرسال أبنائها إلى حضرموت للتدريب الثقافي. لم تعمل هذه الممارسة على تعزيز هويتهم الحضرمية فحسب وساعدت في الحفاظ على اللغة والتراث الموسيقي، بل أدت أيضًا إلى دمج بعض السمات اللغوية الملايوية في اللهجة العربية الحضرمية.
في إندونيسيا، أدى اللقاء بين الثقافات الحضرمية والمحلية إلى ظهور تقليد موسيقي هجين. ففي سمارانغ، على سبيل المثال، امتزجت عناصر الثقافة الجاوية بالتراث الحضرمي، مما أدى إلى خلق تعبير ثقافي فريد ومتناغم. وعلى نحو مماثل، في منطقة أوسينج، أثر المهاجرون الحضارم بشكل ملحوظ على الممارسات الدينية والموسيقية المحلية. وقد لاحظ الباحثون أن الموسيقى في هذه المجتمعات تعمل كوسيلة للدعوة الإسلامية والتثاقف. تُستخدم آلات مثل القنبوس، إلى جانب أداء الأدعية والمحاضر (حضرة)، لإحياء ذكرى الأحداث الدينية مثل المولد النبوي، والزواج، ومراسم الختان، وغيرها من المناسبات الهامة.
كما يظهر التأثير الموسيقي الحضرمي بشكل واضح في حيدر أباد، فخلال الفترة من عام 1724 إلى عام 1948، تم تجنيد المهاجرين الحضارم للخدمة في الجيوش، وقد جلبوا معهم تقاليدهم الثقافية - بما في ذلك الأنماط الموسيقية المميزة - التي ساهمت منذ ذلك الحين في التراث المحلي للمنطقة.

## التطورات الحديثة
بعد الوحدة اليمنية بين شمال اليمن وجنوب اليمن في عام 1990، خضع المشهد الموسيقي في حضرموت لتغييرات كبيرة. فقد تضاءل الدعم المؤسسي ــ الذي كانت تقدمه في السابق مؤسسات مثل معهد الموسيقى في المكلا والعديد من البرامج التي ترعاها الدولة ــ وتحول المشهد الصوتي الحضرمي في المنطقة نحو ضوضاء الحياة الحديثة، ومؤخراً آثار الصراع الحالي. وعلى الرغم من هذه التحديات، فإن الجاذبية الدائمة للموسيقى الحضرمية لا تزال تلهم الجهود بين الأجيال الشابة لإحياء وإعادة تفسير أشكالها التقليدية، وضمان بقاء هذا التراث الموسيقي الغني جزءاً حيوياً من الثقافة اليمنية.